# Косем
Султанија Косем (тур. Kösem Sultan; Тинос, око 1589 — Истанбул, 2. септембар 1651), такође позната као султанија Махпејкер (дос. ’Месечевог облика’), била је хасеки султанија Османског царства као жена султана Ахмеда , валиде султанија као мајка султана Мурата  и Ибрахима и бујук валиде султанија као баба султана Мехмеда . Једна је од најмоћнијих и најутицајнијих жена у османској историји, као и централна фигура током доба познатог као Султанат жена.
Углед и утицај султаније Косем били су потпомогнути њеним проницљивим разумевањем османске политике и великим бројем деце коју је родила. Један њен син и унук захтевали су њено регентство на почетку својих владавина, а бракови њених ћерки са истакнутим државницима обезбедили су јој савезнике у влади. Имала је значајан утицај на султана Ахмеда и вероватно је да су њени напори да одржи његовог полубрата Мустафу (који је касније постао Мустафа ) у животу допринели преласку са система наслеђивања заснованог на примогенитури на систем заснован на агнатском сениорату.
Као регент Мурату IV и Мехмеду IV, Косем је деловала као шеф владе. Стекла је популарност и наклоност код владајуће елите, имајући неупоредив политички ауторитет и утичући на унутрашњу и спољну политику царства. Упркос превирањима и нестабилности које су обележиле њене прве године као регента, успела је да одржи државне институције и владу у функцији. Током растућих тензија између Османског царства и Млетачке републике 1640-их, Косем и њени савезници били су окривљени за притисак на султана Ибрахима да покрене неуспешан поморски напад на острво Крит, које је било под контролом Млетака. Након тога, морала је да се бори са млетачком блокадом Дарданела, која је кулминирала поморском битком код Фокеје 1649, као и са устанцима трговаца изазваним финансијском кризом у годинама које су уследиле.
Док неки историчари признају Косем спасавање Османске династије од изумирања и спречавање веће штете, други јој отворено приписују улогу у пропасти Османског царства током 17. века. Оптужена је и за стицање огромног богатства нелегитимним путем, којим је спонзорисала добротворне сврхе и грађевинске пројекте који су представљали материјални доказ бриге династије за своје поданике. Постхумно је названа именима „Величанствена мајка”, „Убијена мајка”, „Мајка свих верника” и „Мучена мајка”.

## Порекло
За Косем се углавном сматра да је грчког порекла, да је ћерка грчког православног свештеника са острва Тинос и да јој је првобитно име било Анастасија, мада то није са сигурношћу потврђено.
Године 1604, када је имала 14 или 15 година, отели су је османски јуришници и купио ју је као робињу беглербег Босанског пашалука. Била је висока, витка и привлачна девојка, белог тена и тамносмеђих очију. Њену лепоту и интелигенцију приметио је кизлар-ага са двора султана Ахмеда , који ју је послао у Цариград да се придружи групи других робиња обележених упечатљивим изгледом или интелигенцијом, да се обучава у харему султана Ахмеда I као царска дворска дама (робиња-конкубина).
У харему је учила ислам, теологију, математику, вез, певање, музику и књижевност. Ахмед је био опчињен њеном лепотом и интелигенцијом, а 1605. постала је његова хасеки конкубина. Према италијанском путнику Пјетру Дела Валеу, по преласку у ислам, њено име је промењено у Махпејкер, што значи „Месечевог облика”. Након удаје за Ахмеда, он ју је преименовао у Косем, што значи „вођа стада”, имплицирајући на њену политичку интелигенцију и вођство, мада могло би значити и „без длаке”, алудирајући на њену глатку кожу без длака.
Косем се истакла рано у Ахмедовој владавини као део низа промена у хијерархији царског харема. Султанија Сафије, Ахмедова некада моћна баба и управница харема, лишена је власти и прогнана у Стари двор (Ески сарај) јануара 1604. године, а султанија Хандан, Ахмедова мајка и валиде султанија, умрла је у новембру следеће године. Ова два упражњена места су омогућила Косем да се попне на врх хијерархије царског харема.

## Хасеки султанија
Ахмед је фаворизовао Косем изнад свих својих конкубина, дајући јој најфиније драгуље и стипендију од 1.000 аспера дневно. У османском писму послатом Млетачкој републици 1623. године, шест година након Ахмедове смрти, потврђено је да су Ахмед и Косем били у браку. У писму се наводи: „Њено Величанство валиде султанија [Косем] за покојног султана Ахмеда, кога је Алах повео са собом, била је веома важна личност и толико ју је волео да јој је указао част оженивши је”. У првим годинама брака, родила је Ахмеду четири ћерке: султаније Ајше, Фатму, Ханзаде и Гевхерхан. Као мајка неколико принцеза, имала је право да им удеси одговарајуће династичке бракове. Године 1612, султанија Ајше, најстарије Косемино дете, удата је за великог везира Насух-пашу са седам година, док је султанија Гевхерхан удата за Окуз Кара Мехмед-пашу са пет година.
Симон Контарини, млетачки амбасадор у Цариграду између 1609. и 1612. године, помиње Косем у свом извештају из 1612. године:
„[Жена] лепоте и оштроумности и штавише ... многих талената, она одлично пева, због чега је и даље изузетно воли краљ ... Није да је сви поштују, али је слушају у неким стварима и миљеница је краља, који је стално жели поред себе.”
Џорџ Сендис, енглески путник који је посетио Цариград почетком 1610-их, веровао је да је она „вештица изнад лепоте”. Тврдио је да је султан имао „страствену” љубав према Косем, истичући да је то резултат вештичарења. Сендис ју је даље окарактерисао као жену „нежне и истовремено стидљиве природе”.

### Укидање братоубиства
Савремени посматрачи су приметили Косемино занимање за наслеђивање након рођења њеног првог сина Мурата 1612. године, а могуће је да је промена обрасца наслеђивања престола са система примогенитуре на систем заснован на агнатском сениорату донекле последица њених напора. Пошто је братоубиство било уобичајена пракса, плашила се да ће, ако би престо припао неком од султанових синова, припасти најстаријем Осману, чију је мајку, Махфируз, Косем можда сматрала супарницом с намером да лобира у корист свог сина. Плашила се да ће Махфируз натерати Османа да погуби њене синове (Мурата, Сулејмана, Касима и Ибрахима) ако наследи оца, па је уложила напоре да сачува Ахмедовог полубрата Мустафу од погубљења.
Симон Контарини је исте године известио да је Косем „лобирала да поштеди Мустафу судбине братоубиства са крајњим циљем да спасе сопственог сина од исте судбине”. Дакле, пуштајући султановог брата да живи, „краљица” је покушала да осигура да Мустафа, ако случајно постане султан, поштеди живот њених синова. Контарини не помиње име Косем, већ говори о „краљици” (regina). Штавише, Косем је успела да искористи свој блиски савез са Мустафа-агом, јањичарским агом и великим везиром Насух-пашом, како би остварила утицај на султана.
Контарини је такође известио да је султан наредио да се истуче жена која је изиритирала Косем; ова жена је можда била и сама Махфируз. Према неким причама, она је касније прогнана у Стари двор (Ески сарај), средином 1610-их, међутим заступљено је и мишљење да је заправо преминула у то време. После наводног инцидента, Косем и њен посинак Осман су се заволели. Некада га је пуштала да јој се придружи у вожњи кочијом, где се показивао публици када је она обилазила Цариград. Извештаји млетачких амбасадора бележе да је на овим излетима Осман уживао у бацању шаке новчића пролазницима који су хрлили да виде младог принца, док је његова маћеха Косем остала скривена иза завесе. Међутим, 1616. године, млетачки посланик Бертучо Валиер је известио да султан више није дозвољавао Осману да разговара са Косем. Његов мотив је можда, како је Валиер спекулисао, био страх да је принчева безбедност угрожена због Косеминих добро познатих амбиција према својим синовима.
Велики везир Насух-паша, Косемин зет и супруг њене ћерке Ајше, погубљен је по Ахмедовом наређењу 1614. године. Сама Косем је покушала да спречи свог супруга да то уради, али безуспешно. Тиме је изгубила важног савезника у влади. Од тог тренутка, она је усредсредила своје напоре да одржи Мустафу у животу.
Косемин утицај на султана се повећао у наредним годинама и прича се да је она деловала као један од његових саветника. Извештај из 1616. тврди да је Косем била највреднији савезник у Цариграду због њеног утицаја на султана. Валиер је такође тврдио да њена про-млетачка политика и допринос добром угледу Венеције морају бити на одговарајући начин награђени од стране републике. Посланици су приметили да је Ахмед био дубоко одан Косем. Међутим, уздржала се од сталног уплитања у озбиљна питања пошто је султан одбио да га засени његова жена. Према Валиеру из 1616:
„Њена обазривост је вероватно имала за циљ да спречи султаново незадовољство, јер је желео да избегне да изгледа да је под влашћу жене, као што је био његов отац. Она може да ради шта жели са краљем и потпуно поседује његово срце, и ништа јој није ускраћено.”
Контарини је такође приметио да се Косем „са великом мудрошћу суздржава од тога да превише често говори [султану] о озбиљним стварима и државним пословима”. Током своје каријере хасеки султаније, оптуживана је да покушава да заштити сопствени положај и утицај, „а не султана или династије”.
Ахмедова владавина је вредна пажње по томе што је означила први прекид у османској традицији краљевског братоубиства. Од тада, османски султани више нису систематски погубљивали своју браћу по ступању на престо. Први пут од успостављања Османске државе престо није прелазио са оца на сина, већ са брата на брата.

## Живот у Старој палати

### Прва владавина Мустафе
Након Ахмедове превремене смрти од тифуса и желудачног крварења 22. новембра 1617. године, Косем је постала вођа фракције која је успешно подржала ступање његовог полубрата Мустафе на престо, вероватно из бриге за живот сопствених синова, ако њихов старији полубрат Осман постане султан. Вероватно је сматрала да би Мустафа мање гледао њене синове као претњу.
Као тек други султан (после Ахмеда I) који је ступио на престо без претходног искуства у владању, султан Мустафа  се показао слабашним и неспособним. Цео свој рани живот провео је у харему, учећи само оно чему су га евнуси и жене могли научити и стално се плашио погубљења од стране владајућих султана. Неколико званичника палате, посебно главни црни евнух Мустафа-ага, потхрањивали су ове страхове, како би га контролисали. На крају је Мустафа-ага проширио приче да је султан луд и обезбедио је да се свргне 26. фебруара 1618, свега 96 дана након што је ступио на престо. Заменио га је Осман, најстарији син султана Ахмеда I и тад већ покојне Махфируз.

### Владавина Османа
Први чин Османа као султана био је да одузме власт Мустафиним присталицама, као и онима који су му обезбедили власт и планирали да владају преко њега. Као резултат тога, Косем и њено осморо деце и пратња су прогнани у Стару палату (Ески сарај). Ипак, Косем је успела да задржи свој хасеки статус и дневну стипендију од 1.000 аспера током своје пензије. Док је била у Старој палати, имала је прилику да упозна султанију Сафије.
Осман је 1619. године поступио против османских обичаја тако што је отишао у тродневну посету Косем у Старом двору и учествовао у њеним свечаностима, показујући на тај начин своју посебну наклоност према њој. Такође је дао Косем приходе из осам села северозападно од Атине; она их је затим инкорпорирала у свој вакуф, који је пружао услуге ходочасницима који су путовали из Дамаска у Меку. Косем је можда гајила ову везу у нади да ће искористити свој утицај на Османа да га убеди да поштеди њене синове. Његов стриц Мустафа је остао жив, као и Османова млађа полубраћа, штићена од стране Косем, која у то време нису била довољно стара да представљају претњу Османовом режиму. Међутим, иако се њихов однос наставио, то није донело резултате младом султану, чија је највећа слабост била недостатак валиде султаније која би лобирала за њега. Такође се осећао нелагодно због Косеминог мешања у државна питања.
Године 1622, дошло је до погоршања односа између јањичара и Османа. Као резултат побуне коју су подржали Мустафина мајка, султанија Халиме, њен зет Кара Давут-паша и Косем, осећајући да би Осман још увек могао да погуби Мустафу и своју млађу полубраћу, он је свргнут с власти и затворен у Једикулу. Евнушки корпус и војници у палати су упали у харем и ослободили Мустафу заточеништва у Кафезу, делу царског харема где су дворски евнуси држали могуће наследнике престола под обликом кућног притвора и сталног надзора. Осман је, са само седамнаест година, задављен 20. маја 1622. године, углавном захваљујући Халиме.

### Друга владавина Мустафе
Уместо Османа, слаб и неспособни Мустафа је враћен на престо, уз Косемину подршку. Власт је у почетку припала Халиме, а Кара Давут-паша је постављен за великог везира. Ово је био тежак период за Косем, пошто је Давут-паша имао сина са Мустафином сестром, султанијом Шах, и веровао је да ће, ако се „склоне с пута преживели синови султана Ахмеда, његов син једног дана, под одређеним условима, моћи да добије врховну власт”. Према једној причи, наводно је организовао неуспели покушај убиства Косеминог најстаријег сина Мурата.
У међувремену, избила је побуна како би се казниле Османове убице. Јањичари и други који су извели побуну су бурно реаговали на Османово убиство и побили све које су сматрали одговорним, док су у исто време покушавали да заштите преостале Ахмедове синове од жеље Халиме да их елиминише како би заштитила свог сина. У покушају да смири побуњенике, Халиме је уклонила Кара Давут-пашу са положаја, али ова мера није много учинила, а убрзо су се побуни придружиле и спахије. У настојању да изгради сопствени положај, Косем је обезбедила именовање великог везира Мере Хусеин-паше, Албанца који се представљао као реформатор, обећавајући да ће кренути против атентатора. Међутим, Хусеин-паша је искористио ситуацију у своју корист, покравши државну благајну под изговором да ће новац искористити за кажњавање одговорних за убиство Османа.
Током последњих месеци Мустафине друге владавине, наредио је погубљење свих умешаних у Османову смрт, укључујући и Косемине синове. Међутим, пре него што су његова наређења могла бити извршена, Косем и евнушки корпус су интервенисали и на крају постигли договор са везирима. Новоизабрани велики везир Кеманкеш Кара Али-паша успео је да убеди Халиме да свргну Мустафу са власти и поставе Косеминог сина Мурата за султана. Халиме је пристала под условом да Мустафин живот буде поштеђен; он ће остатак живота провести у Кафезу.

## Валиде султанија

### Владавина Мурата
Косем је ушла у палату Топкапи грандиозном свечаном поворком испред које је хиљаду дервиша марширало са молитвама да прославе њен долазак. Поново се нашла у политици када је њен син ступио на престо 10. септембра 1623. као султан Мурат . Пошто је био малолетан, Косем је постављена не само за валиде султанију, већ и за службеног регента.
Османски двор је 1623. године послао писмо Млетачкој републици, у којем је објављено Муратово ступање на престо. У писму, које формално говори о Косем, пише да ће она владати у име свог сина: „Имамо велику наду и веру у валиде султанију, која се, међу свим женама које уживају у положају, одликује зрелошћу и врлином карактера”.
Убрзо након Муратовог устоличења, у поруци млетачког амбасадора се наводи Косемино политичко искуство:
„Сва моћ и ауторитет [су] код мајке, жене потпуно другачије од оне султана Мустафе, у најбољим годинама и узвишеног ума и духа, [која] је често учествовала у власти током владавине свог мужа.”
Месец дана пре млетачке депеше, енглески изасланик Томас Ро је предвидео да ће новог султана „угазити његова мајка, која је угазила његовог оца, човека духа и духовитости”.
Према османској традицији, Мурат је сву своју браћу затворио у Кафезу.
Као регент, Косем је ефективно управљала царством преко свог сина Мурата, присуствујући и договарајући седнице дивана иза завесе. Била је задужена за именовање политичких личности и надзор над државном администрацијом, што јој је омогућавало да успостави везе са државницима, судијама и другим дворским личностима. Она би се састајала са страним амбасадорима како би разговарала о међународним уговорима. Водећи везири су јој директно писали писма и, као одговор, Косем је користила своју киру да саставља писма везирима.
Чинило се да је Косем имала јасна очекивања у вези са својом улогом када је први пут постала регент. Према турској историчарки Озлем Кумрулар:
„Из молбе великог везира (Кеманкеш Кара Али-паше) јасно је да је Косем у том периоду желела да буде са својим малолетним сином у сали за аудијенцију и да саслуша све захтеве достојанственика. Хтела је да прати султана и у исто време држи власт у својим рукама. Велики везир је на веома џентлменски начин изјавио да та жеља није у складу са законом: Господару и Владару, то што радите је против закона. Молим Вас, немојте то ни говорити. На крају крајева, ја сам Ваш верни слуга и не желим да будем одвојен од Вас.”
Године 1623. Кеманкеш Кара Али-паша је постављен за великог везира. Његова највећа грешка била је што је допустио Сафавидском шаху Абасу I Великом да заузме Багдад и Јереван 1624. године, а потом сакрио вести од Косем и Мурата, који је тада имао дванаест година. Већ незадовољна, Косем га је одмах збацила и наредила да се задави уз подршку главног евнуха Мустафа-аге. На месту великог везира заменио га је Черкез Мехмед-паша.

#### Политички живот
Страни непријатељи и моћни локални угледници видели су Косемин успон као прилику да поткопају моћ и ауторитет Османске државе. Током првих година Муратове владавине, Косем је морала да се носи са губитком Багдада и Јеревана током Османско-Сафавидског рата, побуном племена у Либану, побуном Абаза у северној Анадолији, колебљивом оданошћу гувернера у Египту и другим провинцијама, потврђивањем независности од стране Берберских држава, побуном Татара на Криму и упадима Козака пљачкаша на обали Црног мора.
Упади Козака у Османско царство били су уобичајени током раног 17. века, нарушавајући безбедност Црног мора и приморавајући Османлије да размисле о ојачавању Босфора, посебно након козачког напада 1624. године. У име свог сина, Косем је наредила изградњу две тврђаве у близини ушћа Босфора. Тврђаве су подигнуте за једну годину.
Током свог регентства, Косем је успешно обновила државне финансије након периода тешке инфлације. Такође је помогла у стабилизацији владе тако што је истопила већи део дворског злата и сребра да би платила јањичаре. Када је великом везиру, који је водио поход против Сафавида да поврате Багдад, понестало хране за војску, обратио се Косем за помоћ. У једном писму, она је одговорила на његов захтев, написавши: „Ви кажете да се мора обратити пажња на залихе за поход. Да је на мени, то би одавно било решено. Нема недостатака ни од мене ни од мог сина”. У другом је послала добре вести: „Писали сте о залихама. Да сам у могућности, одмах бих их набавила и отпремила. Радим све што могу, као и мој син. Ако Бог да, планирано је да овог петка десет милиона аспера буде прослеђено у Ускудар, ако све прође како треба. Остатак залиха је утоварен на бродове”. Бајрам-паша, намесник Египатског пашалука и Косемин зет, писао јој је о низу проблема и она је саопштавала садржај његових писама великом везиру Ахмед-паши заједно са својим размишљањима. Међу проблемима о којима се разговарало били су кашњења у снабдевању барутом, проблематична ситуација у Јемену и мањак прихода пашалука (Египат је 1625. слао само половину својих уобичајених прихода, због куге познате у египатским аналима као „куга Бајрам-паше”). Колико је била блиска сарадња између великог везира Ахмед-паше и Косем, сугерисано је њеним искреним коментаром: „Заиста ми задајете главобољу. Али и ја Вама задајем страшну главобољу. Колико сам се пута питала Да ли му је мука од мене? Али шта друго можемо да урадимо?”
Године 1625. Мурат, који је већ био критичан према спољној политици своје мајке, успротивио се њеном предлогу примирја између Османског царства и Шпаније. Према једној млетачкој депеши из 1625. године, „империјалисти и Шпанци су изјавили да ствар напредује повољно, уз активну помоћ султанове мајке”. Годину дана касније, млетачки амбасадор је известио да се султан, „са опрезношћу великом за своје године”, противио примирју, као и већина водећих државника осим адмирала Реџеп-паше и Бајрам-паше, гувернера Египта. Он је приметио да Шпанци „наду полажу у ову двојицу и султанову мајку и сестру”. Амбасадор је вероватно био свестан чињенице да је Реџеп-паша био ожењен султанијом Гевхерхан, а Бајрам-паша султанијом Ханзаде, а обе су биле Косемине кћери. Ханс Лудвиг фон Куефштајн (1582—1656), који је водио велику амбасаду у Високој порти крајем 1620-их, описује своје преговоре са кајмакамом (високим званичником османског округа) у вези са огромним утицајем његове жене и мајке: „Са њом и мајком све се може учинити и договорити”. Ипак, уговор је опозван по султановом наређењу. Такође је познато да се Косем директно дописивала са Нур Јахан, главном женом могулског цара Џахангира.
Царске принцезе су често биле у стратешким браковима током века после Сулејмана Величанственог, што је омогућило царској породици да успостави мрежу савеза са најмоћнијим пашама. Косем је, посебно, користила своје ћерке да би задржала власт скоро пола века. Како је писала великом везиру Ахмед-паши 1626. године, неколико месеци пре него што је постао трећи муж њене ћерке султаније Ајше:
„Поздрав и молитве Његовој екселенцији паши. Обавештена сам о свему што сте рекли у свом писму. Људи једноставно нису свесни шта ће се рећи за шаку новца. Шта да се ради? Можда [може нешто да се уради] после празника, ако Бог да. Што се Вас тиче, кад будете спремни јавите ми, па ћу прикладно поступити. Одмах ћемо се побринути за Вас. Принцеза је спремна. Ја ћу урадити исто као што сам урадила када сам послала моју султанију Фатму. Само нам пишите кад хоћете, а ја ћу уредити ствари у складу са тим. Нека Бог благослови [брак].”
Одбијање понуде за женидбу у царску породицу било је равно издаји, тако да су државници тешко могли да одбију предложен брак. Косем је такође упарила бројне друге жене у царском дому са мушкарцима чији би јој положаји били од користи.
Писмо великом везиру Халил-паши Дамату из 1627. године открива Косемину забринутост око два проблематична питања: безбедности Јемена, који ће се ослободити османске контроле 1636. и хроничног проблема исплате плата, посебно јањичарима, често непослушној османској пешадији. Писмо такође помиње њену забринутост за Муратово здравље и њену фрустрацију због недостатка директне контроле над важним одлукама:
„Поздрав и молитве његовој екселенцији паши. А сада, како сте Ви и како су Ваши послови? Јесте ли добро? Нека Вам је добро здравље и благостање. Ако питате за нас, хвала Богу (да се зове узвишени) тренутно се посвећујемо душом и телом и заокупљамо се дању и ноћу спокоју Мухамедове заједнице. А сада се објављује: Из Египта су стигла писма, очигледно и Вама, која описују тамошњу ситуацију. Нешто апсолутно мора бити урађено у вези Јемена — то је капија за Меку. Морате учинити све што можете. Разговараћете са мојим сином о овоме. Кажем Вам, мој ум је потпуно избезумљен због овог [јеменске ситуације] ... Изазваће Вам велику потешкоћу, али ћете заслужити милост Божју кроз служење заједници Мухамеда. Како се сналазите са исплатама плата? Да ли је остало још много? Са милошћу Божјом побринућете се за ту обавезу и онда преузети ситуацију у Јемену. Мој син одлази ујутро и враћа се ноћу, никад га не видим. Неће да се склони од хладноће, опет ће се разболети. Кажем Вам, ово туговање за дететом ме уништава. Причајте са њим, кад будете имали прилику. Мора да брине о себи. Шта да радим — неће да слуша. Управо је устао из болесничке постеље и шета около по хладноћи. Све ово је уништило мој душевни мир. Све што желим је да остане жив. Барем покушајте да урадите нешто у вези са Јеменом. Нека нам је Бог у помоћи у овој ситуацији у којој се налазимо ... Вас двојица знате шта је најбоље.”
У другом писму, изражава се њена жеља да младог султана саветује и прекорава велики везир Гази Хусрев-паша, ако не она сама. Такође имплицира да је Косем добијала информације о догађајима изван палате од Мурата, а не директно:
„Чула сам од свог сина да Вам је писао и упозорио Вас да [Ваш надзорник] није човек добрих намера. Да ли је тачно да Вам блати углед? У извесној мери сами пашини људи проузрокују његову лошу репутацију. Нека им Бог да награду коју заслужују. Не мислим ни на шта конкретно. Пријатељ је онај који каже човеку његове мане у лице. Не бих пожелела лоше никоме од вас. Нека нас Бог све заштити од зла. Волела бих да ме послушате и да престану да вежбају гађање копљем на хиподрому. Зашто не могу да оду да се играју у Лангу? Мој син то воли, ја губим разум. Ко год каже да је то добро за њега — лаже. Упозорите га на то, али не одмах. Шта да радим? Моје речи су му сада горке. Само нека остане жив, он је свима нама од кључног значаја. Имам толико проблема, да не знам одакле бих почела. Морате му дати што више савета — ако не слуша једно, слушаће друго.”
Бесан због превелике подршке своје мајке управнику Египта, Мурат је одлучио да прекине Косемин однос са њеним зетом, адмиралом Хусеин-пашом, мужем њене ћерке Фатме, тако што је присилио раскид брака. Хусеин-паша је имао користи од заштите и главног црног евнуха Мустафе-аге и Косем. Муратов потез против њега можда је произашао из жеље да се ослободи утицаја саветника у унутрашњости палате и покаже ауторитет над најутицајнијим државним службеницима. Прича се да је Косем покушала да задовољи свог сина поклањањем китњасто обучених коња и банкетом од десет хиљада аспера, али Мурат се свим силама трудио да своју мајку држи подаље од политике, те његови поступци указују на то да га је узнемирио њен велики утицај.

#### После регентства
У мају 1632, током устанка у Цариграду, јањичари су упали у палату и убили, између осталих, и великог везира Ахмед-пашу. Можда као одговор на ово, као и из страха да ће доживети исту судбину као и свој старији полубрат Осман II, Мурат је одлучио да не дозволи никоме да се меша у његову управу царством и наредио је Косем да прекине контакте са његовим државницима, претећи јој прогонством из престонице ако не пристане. Тиме је Косемин деветогодишњи мандат регента окончан. Преузевши власт за себе, одмах је тражио да се замене људи одани његовој мајци. Затим је покушао да стави тачку на корупцију која је расла током владавине претходних султана, а која је остала неконтролисана док је његова мајка владала преко пуномоћника.
Упркос томе што је уклоњена са положаја, Косем је наставила да води неке државне послове у име султана, пошто јој је веровао да ће бринути о његовим интересима током његових одсуства из престонице. Остала је и у непосредној преписци са њим и са великим везиром Мехмед-пашом.
Године 1634. Муратово погубљење кадије из Изника због мањег преступа изазвало је негодовање међу цариградском верском хијерархијом. Када је Косем сазнала да шејхулислам Ахизаде Хусеин ефендија наводно планира да свргне султана, послала је Мурату поруку да се одмах врати у престоницу. Ахизаде Хусеин ефендија је задављен пре него што је доказ о његовој невиности стигао до султана. То је био први пут да је шејхулислам убијен у историји Османске државе.
До 1635. године, анадолска села су била разорена побуном Абаза и државним угњетавањем, што је резултирало масовним приливом избеглица у престоницу. Мурат је реаговао тако што је наредио избеглицама да се врате у своје уништене домове или ће бити погубљени, али је на крају попустио на инсистирање своје мајке.
Године 1638, након поновног преузимања Багдада од Сафавида, Косем је била кључна фигура у прославама око тријумфалног повратка њеног сина Мурата у Цариград. Враћајући се својим путем након што је напустила Цариград како би дочекала Мурата у Измиту, два дана пута од града, возила се у кочији пресвученој златном тканином, са точковима опточеним златом, а пред њом су били везири и високи верски ауторитети на раскошно обученим коњима. Дванаест додатних кочија пратило је њену, највероватније превозећи чланове Царског харема.
Чини се да је Косемин главни напор да заштити династију одвратио султана од тога да погуби сву своју браћу пред крај своје владавине. Принчеви Бајазит (њен посинак) и Сулејман (њен биолошки син) су погубљени током прославе победе код Јеревана (1635), а Касим, престолонаследник, погубљен је током похода на Багдад 1638. године. Један извор наводи да је Мустафа такође погубљен по Муратовом наређењу 20. јануара 1639. године.

### Владавина Ибрахима
Од Косеминих преживелих синова, ментално нестабилни Ибрахим живео је у страху да ће бити следећи од браће ког ће погубити Мурат. На самртној постељи 1640. године, Мурат је својој мајци рекао да презире свог брата Ибрахима, рекавши да би било боље да се династија заврши, него да настави са наследником који је луд. Ибрахимов живот је спасен само посредовањем његове мајке Косем, која је тврдила да је „превише луд да би био претња”. Тиме је спасила Османску династију од вероватног уништења.
Након Муратове смрти од цирозе у 27. години, Ибрахим је био једини преживели принц из династије. Када га је велики везир Кеманкеш Кара Мустафа-паша замолио да преузме султанат, Ибрахим је посумњао да је Мурат још жив и да планира да га ухвати у замку. Било је потребно заједничко убеђивање Косем и великог везира да га натерају да прихвати престо. Косем је наредила да се пред Ибрахимом покаже Муратов леш и чак је претила Ибрахиму „дављењем, а не инаугурацијом”, ако одбије да буде крунисан за султана.
Алвисе Контарини, кога је млетачка влада послала у Цариград поводом Ибрахимовог преузимања власти, предао је великом везиру Мустафа-паши писма честитки упућена Косем. Међутим, велики везир, Косемин супарник за контролу над нејаким Ибрахимом, није прослеђивао писма, „као да их презире”, известио је Контарини, који је такође написао да му је велики везир „рекао да су краљице-мајке Османлија робиње као све друге, а не партнери или шефови влада, као у хришћанским земљама”.
Доласком Ибрахима на власт, Косем је поново постала политички активна као његов главни саветник. Међутим, имала је мање сложан однос са великим везиром Мустафа-пашом него са великим везирима с почетка Муратове владавине. Улазећи у четврту деценију политичког ангажмана, Косем је била проницљива и искусна политичарка. О супарништву између њих двоје, известио је млетачки посланик Контарини:
„У садашњој влади, у мери у којој су способности овог сина мање, она се више цени [него на крају Муратове владавине]. И тако, са њеним командним пословима у палати и великим везиром [који командује] питањима споља, често се дешава да се ова два владара нађу један против другог и притом се увреде један на другог, тако да се може рећи да су по изгледу сложни, али потајно сваки покушава да доведе до пропасти другог.”
Ибрахимова сексуална импотенција процењена је психолошком, а његова мајка је позвала мноштво хоџа да га лече, али без успеха. У очајничком покушају, Косем је затим позвала наводног чаробњака Џинџи хоџу у палату, након што је обавештена да је наследио одређене „магичне формуле”. Након што је наводно излечио Ибрахимову импотенцију понудивши му коктел афродизијака и заводљиве жене, султан је хоџу наградио врховним судством, другим највишим положајем улеме. Именовање је било један од бројних примера укидања власти и поступка на двору.
Косем је покушала да поправи ситуацију тако што је охрабрила Ибрахима да одврати себи пажњу прелепим конкубинама, којим ју је са пијаце робова снабдевао поузданик зван Пезевенк или Сводник. То јој је омогућило да стекне моћ и влада у његово име, као и да обезбеди опстанак династије. Војцех Бобовски, краљевски паж из Пољске који је служио у палати од 1638. до 1657. године, написао је: „Султан скоро увек бира своје љубавнице међу робињама валиде султаније, јер само она има интерес љубави свог сина у срцу. Она увек тражи лепе девојке да му буду представљене.”

#### Кандијски рат
Велики везир Мустафа-паша и Косем наставили су да управљају пословима владе током прве четири године Ибрахимове владавине. Међутим, упркос свим напорима, велики везир није могао да ућутка и неутралише Косем, која је искористила његове непопуларне финансијске реформе да подстакне побуну против њега. Када су покушаји да се велики везир смени организовањем покрајинских побуна пропали, Косем се удружила са Џинџи хоџом и заједно су убедили Ибрахима да велики везир буде погубљен 1644. године. За то време, Косем је успела да значајно повећа плате јањичарима, који су јој заузврат дали своју верност. Ризници је, међутим, понестало новца 1645. када је дошло време за исплату јањичара. Косем је покушала да добије финансијску помоћ од Џинџи хоџе, главног султановог благајника, али је он одбио. Касније је објаснила ову ситуацију јањичарима, пишући им: „Желим да вам поделим плату за службу, али ми Џинџи хоџа не дозвољава”, због чега су јањичари сматрали Џинџи хоџу непријатељем и на крају га убили.
Због мањка царског новца, Косем и њени савезници су утицали на Ибрахима да покрене поморски напад на острво Крит (Кандију), највећи и најбогатији прекоморски посед Млетачке републике. Поход је углавном био неуспешан и додатно је исцрпио ризницу.

#### Сукоб на двору
Султанија Шивекар, бивша Косемина робиња, била је Јерменка из села Арнавуткој на Босфору, за коју се прича да је била тешка скоро 150 кг. Према Полу Рајкоу, Ибрахим се толико заљубио у њу да није могао ништа да јој ускрати, што је довело до њене пропасти јер је навукла Косемин гнев. „Овим детаљима је краљица мајка постала љубоморна, позивајући је једног дана на вечеру. Наредила је да је задаве, и потом је убедила Ибрахима да је изненада умрла од насилне болести, што је јадника веома погодило”. Међутим, други извори сугеришу да је Шивекар прогнана у Египат или на Хиос након Ибрахимове смрти 1648. године. Њен пад је био јасан знак да је Косем, као и други, презирала превелики утицај Ибрахимових конкубина на политичка питања. За Косем је такође познато да је имала строгу политику према евнусима у харему, што им је ускраћивало било какав утицај у вођењу државе. Штавише, брзо се ослободила љубавница ових евнуха; неке су пуштене на слободу, док су друге послате да буду продате на тржишту робова.
Ибрахим је такође наводно покушао да силује конкубину која га је одбила и претила да ће га убости бодежом ако истраје. Њихову борбу је чула Косем, која је прекорила Ибрахима и дозволила жени да побегне из харема.
У међувремену, Ибрахимове миљенице су постале љубоморне на Косем, охрабрујући га да се побуни против ње. Тако је Ибрахим одбацио ауторитет своје мајке, наредивши Косем да се повуче из харема и пресели у летњиковац испред палате Топкапи, а затим у кући у царској башти у Ејупу. Након Косеминог одласка, и у још једном прекршају протокола палате, Ибрахим је почео да понижава своје сестре Ајше, Фатму и Ханзаде, као и своју братаницу Исмихан Кају, потчињавајући их својим конкубинама, којима је дао њихову земљу и драгуље. Такође је приморао своје сестре и братаницу да раде као служавке његовој супрузи, султанији Хумашах. Ово је разбеснело Косем, која се окренула против Ибрахима.

#### Свргавање Ибрахима
Узнемирени Ибрахимовим понашањем, у септембру 1647. велики везир Салих-паша Невесињац и шејхулислам Абдурахим ефендија су сковали заверу да га свргну. Абдурахим ефендија се ослањао на Косем у вези свргавања њеног сина, обавестивши је да су сви државници за и да су спремни да се закуну на верност Ибрахимовом сину Мехмеду, најстаријем принцу. Међутим, Косем је оклевала, или због мајчинског инстинкта или због страха да не изгуби сопствени политички положај. Уместо тога, молила је заверенике да њеног сина оставе на престолу, али под старатељством великог везира.
Сазнавши за покушај да га свргне, Ибрахим је погубио великог везира Салих-пашу. Првобитно је Ибрахим планирао да своју мајку, за коју је сумњао да је део завере, протера на острво Родос, међутим, таквој увреди се противила једна од његових хасеки и уместо тога Косем је прогнана у башту Искендер Челебије у Флорји. Према Мустафи Наими:
„Валиде султанија би понекад говорила љубазно, дајући савете ... падишаху. Али пошто није обраћао пажњу на њу, она је оклевала да разговара с њим и дуго је боравила у баштама близу Топкапија. За то време, падишах се наљутио због неких гласина и послао Ахмед-пашу да протера валиде султанију у башту Искендер (и тиме сломио срца свих, великих и малих).”
До 1647. године, велики порези, неуспешни ратови и млетачка блокада Дарданела која је довела османску престоницу на ивицу глади, изазвали су кључање незадовољства. Године 1648, када су се јањичари и улема побунили против Ибрахима, он је изгубио живце и побегао у наручје своје мајке, којој је невољно дозволио да се врати у харем у замену за своју заштиту. Побуњеници су тражили одлазак Ибрахима с власти и устоличење његовог најстаријег сина Мехмеда. Ага јањичара, који је такође захтевао оставку непопуларног великог везира Ахмед-паше, упозорио је Косем да се добро побрине о безбедности принчева. Хроничар Ћатиб Челебија извештава да је Косем присуствовала састанку са водећим везирима, свештенством и другима о предстојећој акцији. У предсобљу треће капије била је огрнута црном свилом од главе до пете, док је један црни евнух махао великом лепезом поред ње. Ага јањичара јој се обратио:
„Милосрдна господарице, глупост и лудило падишахово довели су свет у опасност; неверници су заузели четрдесет двораца на границама Босне и блокирају Дарданеле са осамдесет бродова, а падишах мисли само на задовољство, разврат и продају положаја. Луле, трубе и фруле из палате гуше звук позива на молитву са минарета Аја Софије.”
Косем је покушала да окриви везире и свештенство што су одвели Ибрахима на криви пут током његове осмогодишње владавине. Такође је прекорила побуњенике што су пристајали на све што је Ибрахим желео, рекавши:
„За све ово време, [од ступања султана Ибрахима на власт осам година пре тога, 1640.] ви сте пристали на све што је мој син тражио и служили сте као [несвесни] водичи [вашим пасивним ставовима] у вршењу свега погрешног. Ниједном нисте понудили добре савете или подршку. Сада је ваша најважнија брига да свргнете султана с престола и поставите на његово место пуког младића. Каква је то лоше осмишљена политика?”
Истичући потребу за династичком оданошћу, она је наставила да пита свештенство: „Зар није свако од вас растао благонаклоношћу османске династије?” Они су одговорили императивом извученим из светог закона (шеријата): „ментално болесна особа не може водити уму (заједницу муслиманских верника)” У једном тренутку се улема обратила Косем као „мајци свих муслиманских верника”. Ова почасна титула, дата супругама пророка Мухамеда куранским откривењем, омогућила јој је да прошири своју мајчинску функцију старатеља изван свог сина и династије на Османско царство у целини. Ханифезаде, османски судија, апеловао је на њу не као мајку, већ као државницу:
„Ох, племенита дамо, дошли смо овамо, потпуно уздајући се у Вашу милост и у Вашу саосећајну бригу о слугама Божјим. Ви нисте мајка султана, Ви сте и мајка свих правих верника. Окончајте ово стање невоље, што пре то боље. Непријатељ има предност у борби. Код куће, саобраћај по местима и ранговима нема граница. Падишах, заокупљен задовољавањем својих страсти, удаљава се све даље и даље од пута закона. Позив на молитву са минарета џамије Аја Софије утапа се у буку фифе, и фрула, и чинела из палате. Нико не може говорити савет без опасности по говорника: сами сте то доказали. Пијаце су опљачкане. Невини су погубљени. Омиљени робови управљају светом.”
У последњем покушају, Косем је рекла: „Све ово раде зли службеници. Они ће бити уклоњени; а само добри и мудри људи ће бити постављени на њихово место.” Ханифезаде је одговорио да је султан погубио добре људе који су му служили, као што су били Мустафа-паша и Силахдар Јусуф-паша, освајач Канее, али је Косем наваљивала да се на престо не може поставити дете од седам година. Ханефизаде је одговорио: „По мишљењу наших мудраца закона, лудак не треба да царује, без обзира на године, већ нека на престолу буде дете које је надарено разумом. Ако је владар разуман, иако дете, мудар везир може успоставити ред у свету; али одрастао султан, који је без разума, уништава све ствари убиством, гадошћу, корупцијом и расипношћу.” Сатима су расправљали док војници нису изгубили стрпљење и запретили да ће, ако не преда принца, упасти у харем и насилно га одвести.
Након што је пристала да поставе смарагдни престо испред капије, Косем је „бесно подигла сукње” и ушла унутра по принца. Нешто касније, са „очигледном узнемиреношћу и мржњом на лицу”, извела је дечака, обученог и припремљеног за устоличење, питајући: „Јесте ли ово желели? Ево га, видите шта можете да урадите са њим!” Заузврат, јањичари су обећали да неће убити Ибрахима, већ ће га само вратити у Кафез. Косем је покушала да оправда своју одлуку пишући великом везиру Ахмед-паши: „На крају неће оставити ни Вас ни мене у животу. Изгубићемо контролу над владом. Цело друштво је у рушевинама. Нека га одмах скину са престола.” Дана 8. августа 1648. Ибрахим је свргнут с престола и затворен у палати Топкапи.

## Бујук валиде султанија
Када је неки званичник владе инсистирао да се Мехмед устоличи и прими јањичарску и спахијску заклетву у Плавој џамији из бриге за безбедност младог султана, Косем је захтевала да они дођу у палату, истичући да ниједан султан никада пре није био устоличен у џамији. Њена намера је несумњиво делимично била да намести ситуацију како би могла да има утицаја на исход.
Десет дана након Ибрахимовог свргавања с престола, један од првих царских указа издатих у име новог султана објавио је да Ибрахим, који је живео у кућном притвору, подстиче побуну уз помоћ својих оданих следбеника, укључујући харемске евнухе и дворске чуваре, од којих су неки желели да га поново доведу на власт. Новоименовани велики везир Софи Мехмед-паша затражио је од шејхулислама Абдурахима ефендије фетву којом се одобрава Ибрахимово погубљење, што је прихваћено, уз поруку: „Ако постоје два калифа, убијте једног од њих”. Косем је, уплакана док се молила пред мантијем пророка Мухамеда, одговорила на одлуку питањем: „Ко је овом човеку дао урокљиве очи?” Такође је изражавала чињеницу да само она може донети коначну одлуку да ли ће султан живети или умрети: „Рекли су да мој син Ибрахим није прикладан за султанат. Рекла сам Збаците га. Рекли су да је његово присуство штетно, ја сам рекла Нека буде уклоњен, па сам рекла Нека буде погубљен. Ако је неко под мојом заштитом, то је мој син.”
Колико је Косем била укључена у Ибрахимово погубљење одувек је било тема расправа. Јозеф фон Хамер-Пургштал, аустријски историчар, верује да је, у мери у којој је била умешана, то било мотивисано забринутошћу за османску државу. У сваком случају, била је принуђена да да свој пристанак на Ибрахимово погубљење. Док су званичници посматрали са прозора палате, Ибрахим је задављен 18. августа 1648. године. Његова смрт је била друго убиство владара у историји Османске државе.
Према османским обичајима, мајка покојног султана би се повукла у Стари двор и одустала од своје функције по доласку новог султана. Сама Косем је тражила да се повуче из политике, али су њен захтев одбили политичке и верске вође који су свргнули Ибрахима, приморавши је да преиспита своју одлуку и настави своју каријеру као регент султана Мехмеда , јер је имала више искуства и знања о вођењу државе од Мехмедове двадесетогодишње мајке, султаније Турхан. Према Абдулазиз ефендији, тадашњем врховном судији Румелије и централној фигури у династичким преокретима тог времена, сматрало се мудрим именовати искуснију жену за регента, супротно традицији:
„Будући да је древни обичај да се, по ступању новог султана, мајка претходног султана пресели у Стари двор и тиме одустане од своје часне функције, старија валиде је тражила дозволу да се повуче. Али зато што је вољена мајка [новог] султана била још млада и истински неупућена у стање у свету, сматрало се да ако она контролише владу, постоји могућност штете по добробит државе. Стога, старија валиде је поново постављена на неко време на дужност васпитача и старатеља и сматрало се прикладним поновно додељивање крунских земаља валиде султанији.”
Тако је Мехмедово веће поново поставило Косем као регента и поверена јој је његова обука и старатељство.
Историчари су забележили да је Косем обично седела у ложи палате са својим унуком Мехмедом, доносећи одлуке. Такође би седела поред султана, сакривена иза завесе, ако је било потребно његово присуство на дивану. Једном приликом, она је грубим тоном изгрдила везира: „Зар сам Вас поставила за везира да бисте проводили време у баштама и виноградима? Посветите се пословима царства и да више нисам чула о Вашем понашању!”

### Супарништво са султанијом Турхан
Мехмедова мајка, султанија Турхан, дата је Косем као поклон од Кер Сулејман-паше, кримског кана, када је имала око 12 година, тако да је вероватно Косем била та која је понудила Турхан Ибрахиму као конкубину. Место валиде султаније и регента требало је да припадне Турхан када је њен син Мехмед постао султан, међутим, није, због њене младости и неискуства. Турхан је такође вероватно била незадовољна стипендијом од 2.000 аспера коју је добијала, у поређењу са Косеминих 3.000 аспера и тако је почела да истиче оно што је видела као своје законито право. Према енглеском историчару Полу Рајкоу: „Две краљице су биле веома љуте једна на другу, једна да би задржала ауторитет свог сина, а друга сопствени.” Године 1649, Косем је унапредила себе у непостојећи чин бујук („старије”) валиде султаније.

### Последице битке код Фокеје
Косем и велики везир Софи Мехмед-паша развили су непријатељство након Мехмедовог ступања на престо. Чини се да је велики везир себе сматрао регентом и „привременим владаром”. Према Наими, великог везира су довели у заблуду „извесни самозвани стручњаци вероисповести” који су цитирали законске текстове да старатељ малолетног султана има право да врши прерогативе суверенитета. Као резултат тога, негодовао је због Косемине контроле над владом, надајући се да ће он, а не султанова баба, деловати као регент. Једном се хвалио: „Војници ове узвишене државе поштују само част наслеђеног племства.” Његов мизогини савезник, шејхулислам Абдулазиз ефендија, фаворизовао је логику „разумних и законитих” предлога „разумних мушкараца” у односу на „бес и гнев” валиде султаније. Шејхулислам је преценио вредност наклоности валиде султаније. Процењивао је одређене трошкове палате, а када је наишао на Косем, није се премишљао да јој изговори гадне увреде. Мехмедова мајка, Турхан, још увек је била неискусна, па је покушај Абдулазиза ефендије да се Косем пресели у Стари двор био неуспешан. Упркос неуспеху, није оклевао да ризикује у будућности док се борио против владавине жена у палати.
Према француском историчару Алфонсу де Ламартину, у мају 1649. године, након пораза Османлија у бици код Фокеје, Косем је председавала диваном иза завесе, уз присуство младог султана. Велики везир Мехмед-паша изразио је султану разочарење због тешких прилика, али је Мехмед у говору сменио великог везира и поставио Кара Мурат-пашу, јањичарског агу, на његово место. Затим се шејхулислам Абдулазиз ефендија окренуо султану и упитао ко га је томе научио у његовим годинама. Ова дрскост је изазвала Косемин бес и она је навела недостатке бившег великог везира, укључујући и његове наводне планове да је убије:
„Када су издате одређене царске наредбе, речено је [султану], Драги мој, ко те је научио да говориш ове ствари? Овакво покровитељско понашање према султанима је недопустиво! А шта ако је султан научен? То је глас света који га је научио. [Деца] и сама знају наше недаће и говоре против Ваших безакоња, упркос свом благу које сте изнудили и раскоши коју сте стекли. Хоћете да ме убијете, али то још нисте учинили. Знам, јер Вам [смета] мој положај. Хвала Богу, проживела сам четири владавине и владала сам дуго времена. Свет неће бити ни спашен ни уништен мојом смрћу. Понекад желе да ме [убију], [а] понекад желе да поробе [султана]; али дошло је време да се бира између Вас и њега.”
По Наиминим речима, Абдулазиз ефендија се „утопио у мору умртвљења”. Косем је новоименованом великом везиру Кара Мурат-паши наредила да се Мехмед-паша и његови савезници погубе.
Према историчарки Керолајн Финкел, Косем је „и даље била владајућа личност ... подучавајући га [Кара Мурат-пашу] у донетим одлукама.”

### Побуне трговаца
Цариградски трговци су 1650. подигли побуну. Ризница је поново била празна, а трговци су морали да прихвате неисправне новчиће уместо исправних да би платили јањичарима. Они су узвратили затварањем својих радњи и изласком на улице, тражећи смену великог везира Мурат-паше, јањичарског аге, као и погубљење јањичарских заповедника. Велики скуп од 15.000 занатлија и трговаца марширао је до резиденције Абдулазиза ефендије, плачући и цепајући своју одећу, жалећи се да су њихова противљења остала нечујна, да су подвргнути штетним наметима, као што су велики месечни порези и говорећи да се плаше дужничког затвора. Шејхулислам је саосећао са њиховом невољом и намеравао је да замоли султана да „откаже зле иновације”, али је уместо тога био опкољен и приморан да их прати до палате. Да би добили кредибилитет, ставили су невољног шејхулислама на коња на челу. Хиподром је био пун 20.000 људи. Они су ушли у комплекс Аја Софије, надајући се да ће тамо срести султана, али су уместо тога примљени у палату, марширајући до Капије благости и даље да изнесу своје притужбе. Косем је стигла бесна, захтевајући: „Зашто нисте вратили ове људе, него их довели у палату?” Шејхулислам је тврдио: „Нисмо ми довели њих, они су довели нас”.
Султан је тада упитао шта је изазвало немир и саветовао шејхулисламу да се врати сутрадан када му трговци поднесу своје притужбе, али су они одговорили: „Нећемо направити корак уназад док не добијемо оно што заслужујемо.” Ослањајући се на савет своје бабе, султан је тада затражио да се састане са великим везиром Кара Мурат-пашом. Међутим, Мурат-паша је пре хтео да се повуче с функције него да се појави пред њим. Тврдећи да је просторија у којој су се састајали била клаустрофобична, Косем је изашла напоље и дала Мелек Ахмед-паши, супругу њене унуке султаније Каје, печат службе.
Дана 5. августа 1650. године, Мелек Ахмед-паша је постављен за великог везира, али му је мандат прекинут годину дана касније због неспособности да се избори са још једном побуном трговаца. Косем је предложила да бивши велики везир Кара Мурат-паша замени Мелек Ахмед-пашу, али је уместо њега постављен старији Сијавуш-паша, кога је фаворизовала султанија Турхан.

## Смрт

### Преврат у палати
Писац са краја 17. века, Дервиш Абдулах ефендија, тврдио је да је главни црни евнух Сулејман-ага намерно окренуо Косем и њену снају Турхан једну против друге: „Црни евнух по имену Узун Сулејман [рекао је Косем], Моја дамо, Млађа мајка [Турхан] жуди за Вашим богатством. Треба да се добро чувате, јер је она одлучна да Вас убије једне ноћи. Већ раније сам искусио Вашу доброту, и из тог разлога сам Вам ово и рекао, и почео је да плаче. Када је [Косем] питала: Шта је лек за ово?, одговорио је: Сви смо се сложили да свргнемо султана Мехмеда и устоличимо [принца] Сулејмана. Обојица су ваши [унуци]. Ова издаја мора бити одмах заустављена. Затим је отишао до Турхан и рекао јој: Ускоро ће побити све Ваше црне евнухе и затворити Вас, јер сам сазнао да су евнуси старије мајке пристали да свргну султана Мехмеда и устоличе [принца] Сулејмана.”
Политичке личности које су се буниле око Косеминог савеза са јањичарима, охрабриле су Турхан да се одупре Косемином монополу моћи и покровитељства и она је почела да кује заверу против ње. Дворјани су тада заузели стране: јањичари, под командом Шахин-аге, остали су верни Косем, док су већина харема и дворских евнуха, главни црни евнух Сулејман-ага и велики везир Сијавуш-паша, били на страни Турхан. Према Наими, када је Косем то схватила, почела је да планира да свргне Мехмеда са престола и замени га његовим млађим полубратом, Сулејманом, чију је мајку, султанију Салиху Дилашуб, сматрала лакшом за контролисање. Њен план да замени једног младог султана другим био је првенствено усмерен ка елиминисању Турхан. Наима даље примећује да је Косем тајно тражила од чувара палате да оставе капије отворене како би јањичари могли да се ушуњају и убију Турхан. Такође је наводно дала две боце отрованог шербета Увеис-аги, главном посластичару у кухињи палате, да их да султану, обећавши да ће га унапредити ако успе да отрује младог султана. Међутим, дан пре него што је завера требало да се изведе, једна од Косеминих робиња, Мелеки хатун, издала ју је главном црном евнуху Сулејман-аги.
Сулејман-ага је одмах позвао великог везира Сијавуш-пашу у палату и рекао му да је Косем обично у то време била у кревету, а забављали су је „њени евнуси и миљенице, уз музику, певање и друге необичне ужитке”. Сулејман-ага и султанови евнуси су затим покушали да уђу у Косемине одаје након консултација са великим везиром. Према извештају из 1675, Косемина пратња их је у почетку одбила:
„Али Сулејман-ага, као стасит човек, извукао је бодеж и ударио по лицу главног надзорника Баш Капа Оглара, на шта су остали евнуси који су пратили Сулејмана бесно ушли са својим бодежима, на које су се евнуси краљице разлетели, она је остала сама у одаји, где је предата на чување [султановим] евнусима. Одбегли евнуси би одмах побегли из палате, али су капије прво затворене по наређењу Сулејман-аге, тако да су, са свим осталим миљеницима поменуте краљице, стављени у сигурне руке.”
Сулејман-ага и његови саучесници кретали су се тако тихо и брзо да је већи део палате наставио да спава. Такође су комуницирали знаковним језиком тако да нико није могао да их чује. У међувремену, позвали су своје снаге да обезбеде палату против јањичара. Отишли су у Турханине одаје и рекли јој за заверу да се отрује Мехмед, након чега је она молила Сулејман-агу да га заштити.
Поворка из Турханиних одаја заједно са групом Сулејман-аге затим је кренула до престоне собе и поставила Мехмеда на престо. Стражари су пробудили своје уснуле другове заједно са четрдесетак својих официра који су питали шта могу да ураде да покажу своју оданост. Сулејман-ага је одговорио:
„Онај ко једе [султанов] хлеб, треба да се обрати [султанској] служби; ми смо допустили да издајници униште султана Ибрахима, а сада би и ово узели из наших руку; вама, који сте главни службеници Његовог Величанства, припада да му пружите своју највећу помоћ. Егејац Мустафа-паша, мачоноша [великог везира] и шеф Одаје присутности, човек лављег срца и непоколебљиве одлучности, разумео је нешто раније од лоше склоности Старе краљице [Косем] према [султану] и спремно је одговорио: Велики господару не узнемиравајте се, сутра ћете видети (ако Бог да) главе својих непријатеља пред својим ногама.”
Косем је оптужена да је била подстрекач завере против султана, а његови главни чиновници су тражили да се она погуби, по могућности уз султанов пристанак. Велики везир Сијавуш-паша је рекао султану: „Султане мој, воља Божја је да своју бабу предате у руке правде, ако хоћете да умирите ове побуне; боље је мало несташлука него много; нема другог решења; ако Бог да, крај ће бити успешан.” Султан је затим позвао муфтију, који је одредио да се Стара краљица задави „али ни мачем посечена ни ударцима изломљена”. Косемина смртна пресуда је потписана дрхтавом руком младог султана Мехмеда .

### Убиство
Шеснаестог дана Рамазана, у ноћи 2. септембра 1651. године, главни црни евнух Сулејман-ага и његови наоружани људи, који су се састојали од преко 120 наоружаних црних и белих евнуха, сишли су у палату у знак подршке султану и продужили у Косемине одаје, које је чувало преко 300 наоружаних јањичара и оданих црних евнуха. Сулејман-ага и његови људи су успели да убију неке од стражара, док је већина побегла. Чувши комешање, Косем је помислила да су јањичари стигли, па је иза врата повикала: „Јесу ли дошли?”. Сулејман-ага је одговорио: „Да, дошли су”, надајући се да ће је преварити. Косем је, ипак, препознала његов глас и полудела, трпајући своје драгоцене драгуље у џепове и бежећи Златним путем и кроз Двор црних евнуха до Куполе са орманима, вероватно се надајући да ће побећи из палате кроз капију за кочије. Капија је била закључана, па се увукла у мали орман, надајући се да ће Турханини евнуси проћи поред ње и да ће јој јањичари притећи у помоћ. Када су људи Сулејман-аге улетели у њену одају, наишли су на старију жену која је служила као Косемина дублерка. Жена, наоружана пиштољем, уперила га је у њих када су је испитивали где се налази Косем, на шта је она одговорила „Ја сам валиде султанија”, али је Сулејман-ага повикао „То није она” и гурнуо је у страну.
На крају је Косем одао комад њене хаљине који је вирио испод врата ормара. Извучена од стране једног од нападача, рекла му је: „О храбри човече, не буди окрутан према мени”, покушавајући да им скрене пажњу бацањем златника на под, али нису се дали преварити. Затим ју је држао један од мушкараца док су јој одузимали одећу, накит, наруквице, подвезице и друге драгоцености. Њене минђуше, два дијаманта величине кестена са рубином испод сваког дијаманта које јој је поклонио њен муж Ахмед, покидао је Албанац по имену Бостанџија Али-ага; сматрало се да је њихова процењена вредност једнака целокупном годишњем приходу Египта. Пол Рајко такође помиње крађу прелепог медаљона на коме су била угравирана имена њених покојних синова Мурата и Ибрахима.
Косем је потом одвучена за ноге до капије која је водила из харема у Трећи двор, где је Сулејман-ага наредио својим људима да је убију. Четворица мушкараца, сви млади и неискусни, покушали су да је задаве комадом гајтана откинутим са завесе. Док су остали вукли конопац, један убица јој се попео на леђа и ухватио је за врат, али је стао када га је Косем угризла за палац. У знак одмазде, ударио ју је у чело, због чега је пала у несвест. Потом су, претпостављајући да је мртва, вриснули: „Мртва је, мртва је!” и отишли да обавесте султана и великог везира. Када су јој се склонили из видокруга, Косем се неким чудом поново подигла, надајући се да ће побећи кроз тајни пролаз, али чим је откривен њен нестанак, атентатори су поново позвани и била је ухваћена.
Према Рајкоу, атентатори су тада по други пут применили гајтан, иако је османски одметник Бобови, ослањајући се на доушника у харему, тврдио да је задављена сопственом косом. Верује се да је пружала отпор таквом снагом да је крв из њених ушију и носа натопила одећу убице. Када је издахнула, њено тело је извучено напоље и показано преосталим јањичарима, пре него што је премештено у собу у ходнику Капије кавеза.
Следећег јутра, Косемино тело је однето из палате Топкапи у Стару палату (Ески сарај) да би се опрало. Рајко је описао сахрану жене коју је називао Краљицом: „Црни евнуси су одмах узели леш, и с поштовањем га положили у Краљевску мошу; око 400 робиња краљице је било около, уз завијање и јадиковке, чупајући косу са глава на њихов варварски начин, изазвале су саосећање у целом двору.” Сахрањена је без церемоније у маузолеју свог покојног мужа Ахмеда I. Њене робиње су такође одведене у Стару палату и на крају удате за прикладне муслимане, а новац за мираз је узет од Косеминих поседа. Њена огромна имања и пореска газдинства у Анадолији, Румелији и другим местима, њен накит, драго камење и двадесет сандука златника које је сакрила у Бујук валиде хану близу Великог базара је запленила ризница.

### Последице
Када се следећег јутра проширила вест о Косемином убиству, прича се да се велика гомила окупила испред капија палате Топкапи. Тврди се да су тамо оптужили јањичаре за убиство Косем и обећали да ће се осветити. Велики везир Сијавуш-паша је одговорио предложивши да Мухамедов свети барјак који се обично износио на почетку похода против хришћанских или шиитских народа, буде изложен изнад главне капије палате Топкапи. Да би спровео регрутовање свих војно способних мушкараца за јавну одбрану, велики везир је наредио викачима да прођу улицама Цариграда вичући: „Ко је муслиман, нека се окупи око заставе вере. Они који не долазе су одведени у невернике и разведени су од својих [муслиманских] жена.” Грађани Цариграда су обележили три дана спонтане жалости, током којих су градске пијаце и џамије биле затворене. Косеминим убиством је такође наводно започео обичај паљења свећа „за њену душу” у палати Топкапи сваке ноћи, који је трајао до затварања палате у 19. веку.
Истог дана, ага јањичара Шахин-ага подстакао је своје трупе да освете Косем, изјављујући: „Ми желимо само искупљење за валиде!” Неки глас је упитао: „Да ли сте онда валидин наследник, син или муж?” Дуго ћутање које је уследило показало је да се јањичари не слажу са ставом свог команданта. Касније, када су га трупе напустиле из страха, Шахин-ага и други команданти побуњеника су прогоњени и погубљени.
Савремени османски хроничари нису поздравили Косемино убиство и забележили су га као неправду учињену према жени великих достигнућа и угледа и наговештај већег друштвеног нереда. Евлија Челебија, познати османски путник, писац и поштовалац Косем, описао је њено убиство: „Мајка света, жена султана Ахмеда (I); мајка Мурата (IV) и Ибрахима; велика Косем валиде — задављена је од стране главног црног евнуха Див Сулејман-аге. Он је то учинио тако што јој је затегнуо плетенице око врата. Тако да је та милостива доброчинитељка страдала. Када је становништво Истанбула чуло за ово, затворили су џамије и чаршије на три дана и ноћи. Настао је велики неред. Неколико стотина људи је побијено, тајно и јавно, а Истанбул је био у метежу.” Дервиш Абдулах ефендија, писац са краја 17. века, присетио се: „Ти црни неверни евнуси су убили мученицу Стару мајку [Косем], Мајку свих верника [израз који је обично резервисан за жене пророка Мухамеда] и опљачкали већину њених драгуља.” Хвалећи њено доброчинство, Наима је такође критиковао Косем због њене похлепе и мешања у политику. Што се тиче догађаја који су довели до њеног убиства, написао је: „Била је божанска мудрост да је поштована валиде, племенита каква је била, мученички убијена зарад неправедних зулума.” Иако је Наима осећао извесно жаљење због њене смрти, такође је кривио корумпиране јањичарске аге и друге званичнике који су уживали њено покровитељство. Другим речима, он је имплицитно подржао одлуку султана Мехмеда IV да нареди њено убиство и кажњавање њене политичке фракције.
Султанија Каја, ћерка султана Мурата IV и Косемина унука, осудила је очигледну улогу великог везира Сијавуш-паше у Косемином убиству, као што је забележио историчар Евлија Челебија: „Ви тиране Сијавуше! Убили сте моју бабу, мајку Вашег господара Мурата. Нису ли Ваши и моји сродници? Душом свог деде [султана Ахмеда ] проклећу Вас, и нећете имати задовољства од овог печата.”
Убиство ове моћне, свеопште цењене жене која је уливала страх, изазвало је политичку кризу. Прва фаза је укључивала погубљење Косеминих присталица јањичара, док је у другој, бес јавности због чистке подстакао Турханину нову управу да отпусти великог везира Сијавуш-пашу и шејхулислама Абдулазиза ефендију који су стајали иза погубљења.

## Доброчинство
Косемина каријера добротвора је значајна по бројним добротворним акцијама које је предузела. Према турском историчару Музаферу Озгулесу, њена главна брига била је да избегне јавну осуду. Сваке године у исламском месецу реџебу, она би прерушена напуштала палату да би организовала ослобађање затворених дужника и других преступника (искључујући убице) плаћањем њихових дугова или компензовањем за њихове злочине. Такође је била позната по томе што је тражила сиромашне девојке сирочад и давала им мехр, дом и намештај; жене свих верских уверења, широм хришћанске Европе и Османског царства, завештавале су новац за обезбеђивање мираза за сиромашне жене, укључујући посебна средства за племићке девојке чије су породице запале у неприлике. Такође је посећивала болнице, џамије и школе да би повећала своју популарност, и оснивала народне кухиње, способне да нахране скоро све гладне људе Цариграда. У Египту је финансирала радове на наводњавању од Нила до Каира.
Према Наими: „Она би ослободила своје робиње након две или три године службе и склапала бракове са пензионисаним дворјанима или одговарајућим особама споља, дајући женама мираз и драгуље и неколико врећа новца према њиховим талентима и положају, старајући се да њихови мужеви имају одговарајуће положаје. Бринула се о овим бившим робињама дајући им годишњу стипендију, а на верске празнике и свете дане давала би им вреће с новцем”. Њени пажеви, којима је било поверено да чувају њен апартман, радили су само пет дана недељно.
Године 1640. платила је изградњу Џинили џамије (Џамија са плочицама), богато украшене плочицама по којима је добила име, као и оближње школе у Ускудару. Изградња овог скромног комплекса је вероватно била покушај да се повећа популарност њених синова у време када се османска династија суочила са изумирањем, без очигледног наследника који би наследио престо. Платила је и фонтане у Анадолукавађу, Јеникапију, Бешикташу и Ејупу, као и друге чесме ван престонице, а медресу Оздемироглу Осман-паше је преуредила у џамију са великом чесмом поред. Поред тога, 1651. године финансирала је изградњу Бујук валиде хана у Цариграду, који је служио за смештај страних трговаца, складиштење добара и робе, стамбене занатске радионице и обезбеђивање пословних канцеларија. Урбана легенда тврди да је сакрила већину свог драгоценог накита у дубини једне од кула хана. Након заузимања Ретимна на Криту 1646. године, једна од многих цркава преименована је у Џамију валиде султаније у Ортакапију у њену част, чиме је постала прва османска племкиња чије је име дато једној од верских структура у освојеном граду.
Као побожна муслиманка, такође је основала фондацију за снабдевање ходочасника на хаџилуку водом, помоћ сиромашнима и читање Курана.

## Богатство
Косем је стекла огромно богатство кроз илтизам, поседујући и дајући у закуп комерцијалне зграде и улажући у разне економске активности. У својим мемоарима, Карачелебизаде Абдулазиз ефендија, истакнути члан улеме, описао је састанак царског савета на коме се расправљало о крунским земљама које су поседовале царске жене. Када је речено да Косем поседује земље чији је годишњи приход био триста хиљада куруша, Карачелебизаде се бунио: „Незапамћена је валиде са толико земље!”. Такође је тврдио да су они који су му се супротстављали то чинили само из непријатељства према њему или зато што су били примаоци дарежљивости валиде султаније.
Историчар Шарих ул-Менарзаде је тврдио да су Косемине велике добротворне организације такође биле погрешно вођене јер су финансиране из њеног огромног личног богатства, гледајући на њено богатство као на злоупотребу фискалне управе царства, посебно у време када је ризница била у тешком стању, сељаци осиромашени, а војска неплаћена. Век касније, међутим, историчар Наима бранио је Косем од таквих критика, тврдећи да би, да је њено значајно богатство остало у ризници, могло бити протраћено, а не потрошено на добробит становништва.
Косемини критичари су такође забележили пљачке њених „насилних скупљача пореза”, који су, у настојању да повећају своју корист, били одговорни за њене огромне приходе. Наима је пренеo критику Шариха ул-Менарзадеа: „Настојници валиде султаније ... сакупили су непроцењиве количине новца. Османски сељаци претрпели су много насиља и несреће због превеликих пореза, али због страха од настојника, нису могли да обавесте валиде султанију или било кога другог о својој ситуацији.” Поред годишњих пореза које је прикупљала из Лезбоса, Евбеје, Зиле, Менемена, Газе, Килиса и других места, управљала је фармама на Кипру, у Румелији и на другим локацијама у Анадолији. Лучки град Волос је такође био у њеном власништву.
Када је 1645. избио Кандијски рат, млетачки посланик у Цариграду је известио да је валиде султанија била веома благонаклона и изузетно богата.
Након Косемине смрти 1651. године, њене одаје су опљачкане, а објављено је да је двадесет кутија напуњених златницима откривено у Бујук валиде хану. Године 1664. добит од Косеминих новчаних улагања чинила је скоро две трећине прихода задужбине основане за џамију Караманлу султаније Сафије. У ствари, њено богатство и пословне трансакције били су толико распрострањени да су и њени агенти постали веома богати и поштовани. Када је у својој историји забележио Косемину смрт, Наима је прокоментарисао њеног настојника: „Поменути Бехрам Кетхида уживао је велики престиж, углед и богатство. Као управник свих послова валиде султаније и побожних институција које је успоставила, и као човек од изузетног поверења, стекао је велико богатство и имовину. Али његова деца и унуци нису задржали велики углед који је уживао, а његово богатство и имовина су проћердани.” Њено богатство је било тако огромно и проширено на толико различитих послова да је, према Наими, државној благајни требало педесет година да то све заплени.

## Наслеђе
Упркос озлоглашености као жене која није показивала милост или саосећање зарад власти и моћи, Косем је била позната међу османским грађанима по свом добротворном раду, који је успео да јој обезбеди имиџ који је желела. Хронограм који се појављује на капији дворишта џамије Џинили гласи:
„Мајка султана Ибрахима Кана, Њено Величанство султанија, најиздашнија мајка султана: Саградила је ово божанско здање као доброчинство. Ево, нека буде дом молитве за слуге Божје! Нека буду призвани у милост Божју пет пута [на молитву]! Нека буде свратиште за богомољце и подвижнике! Изградила је школу, чесму, купатило и фонтану, за које нека јој Господ подари милост и доброчинство! Филантропе и богомољце у њој, Боже, одведи их у вечне рајеве! Добротворни рад султанове мајке завршен је [исламске године] 1050. [1640-41].”
Међу њеним савременицима, писац Мишел Бодије ју је описао као политичарку која „ужива у ауторитету”, док ју је његов француски колега Жан-Батист Таверније описао као „веома мудру жену, добро упућену у државне послове”. Јохан Георг Мецгер (1623–1698), секретар аустријског амбасадора Јохана Рудолфа Шмида цум Шварценхорна, 1649. је осетио инфериорну мушкост кроз наводно доминантно понашање Косем. Према Мецгеру, Косем је „варљива особа, која доминира читавим царством”.
И Алфонс де Ламартин и Јозеф фон Хамер-Пургштал хвалили су њен добротворни рад, а Хамер ју је описао као „величанствену, високоумну краљевску жену, веселог духа и племенитог срца, али са манијом за моћи. Она, мајка највећег тиранина, Мурата IV и највећег расипника, Ибрахима I, Гркиња Косем која је због лепоте названа Месечево обличје, кроз заповеднички поглед четворице царева (њеног мужа, два сина и унука) била је више поштована у историји него Агрипина, Неронова мајка, својом добротом, жељом за влашћу и трагичним завршетком женског Цезара у османској историји.”
У уводу енглеског превода романа Histoire d'Osman premier du nom, XIXe empereur des Turcs, et de l'impératrice Aphendina Ashada Мадлен-Анжелик де Гомес 1736. године, који описује живот Османа II, пише да је Косем била „једна од најактивнијих у политици и предузимљивијих жена свог времена, што је постигла подмуклим интригама из амбициозних побуда”. Косем је била „вешта у заверама и интригама”, а Лесли Пирс је описује као „последњу од занимљивих и утицајних хасеки султанија Султаната жена”.

## Потомство
Ћерке
- султанија Ајше (1605/08—1657)[183][2]
- султанија Фатма (1606—1670)[183][184]
- султанија Гевхерхан (1605/08—1660)[183][184]
- султанија Ханзаде (1609—1650)[184]

Синови
- султан Мурат  (1612—1640)[183][185]
- шехзаде Сулејман (1613—1635)[183][2]
- шехзаде Касим (1614—1638)[183][72]
- султан Ибрахим (1615—1648)[183][185]

## Популарна култура
- Косем је лик у бројним књижевним делима. Многи аутори су написали књиге о њој, укључујући Решата Екрема Коџу,[186] Ахмета Рефика Алтинаја,[187] Ебубекира Субашија[188] и Ерхана Афјонџуа.[189]
- У филму Genç Osman ve Sultan Murat Han (1962), Косем је тумачила Мухтерем Нур.[190]
- У ТВ серији IV. Murat (1980), тумачила ју је Ајтен Гокџер.[191]
- У филму İstanbul Kanatlarımın Altında (1996), тумачила ју је Зухал Олчај.[192]
- У филму Mahpeyker: Kösem Sultan (2010), тумачиле су је Дамла Сонмез (млађа) и Селда Алкор (старија).[193][194]
- У првој сезони ТВ серије Величанствени век: Косем (2015—2016) тумачиле су је Анастасија Силимпију (млађа) и Берен Сат (старија).[195] У другој сезони (2016—2017), тумачила ју је Нургул Јешилчај.[196]
- У филму Три хиљаде година чежње (2022), тумачила ју је Зерин Текиндор.[197]